# Moncsicsi

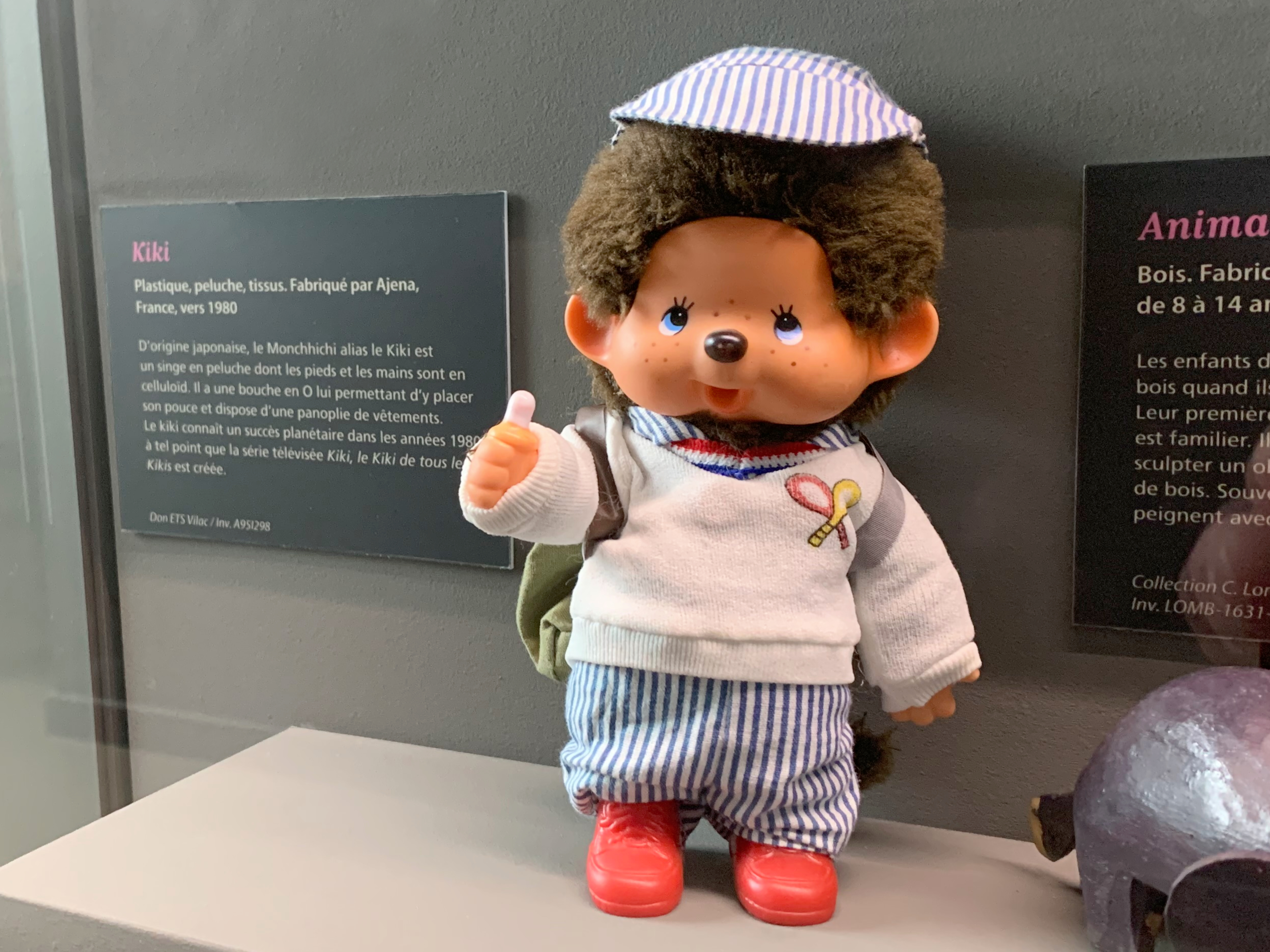
Moncsicsi baba

A moncsicsi (モンチッチ; Hepburn: Monchitchi; helyes átírásban moncsiccsi) egy majmot formáló játékbaba, amit 1974. január 25-én mutatott be a japán Kóicsi Szekigucsi. Sikere után Ausztráliába, Nyugat-Európába és az Amerikai Egyesült Államokba is exportálták a terméket, ahol szintén népszerű lett. Az 1980-as években a keleti blokkhoz tartozó Magyarországon is kapható volt, és habár az emberek zöme nem ismerte az eredetét, nagy sikert aratott. Japánban 1980-ban anime is készült a babákról.

## Története

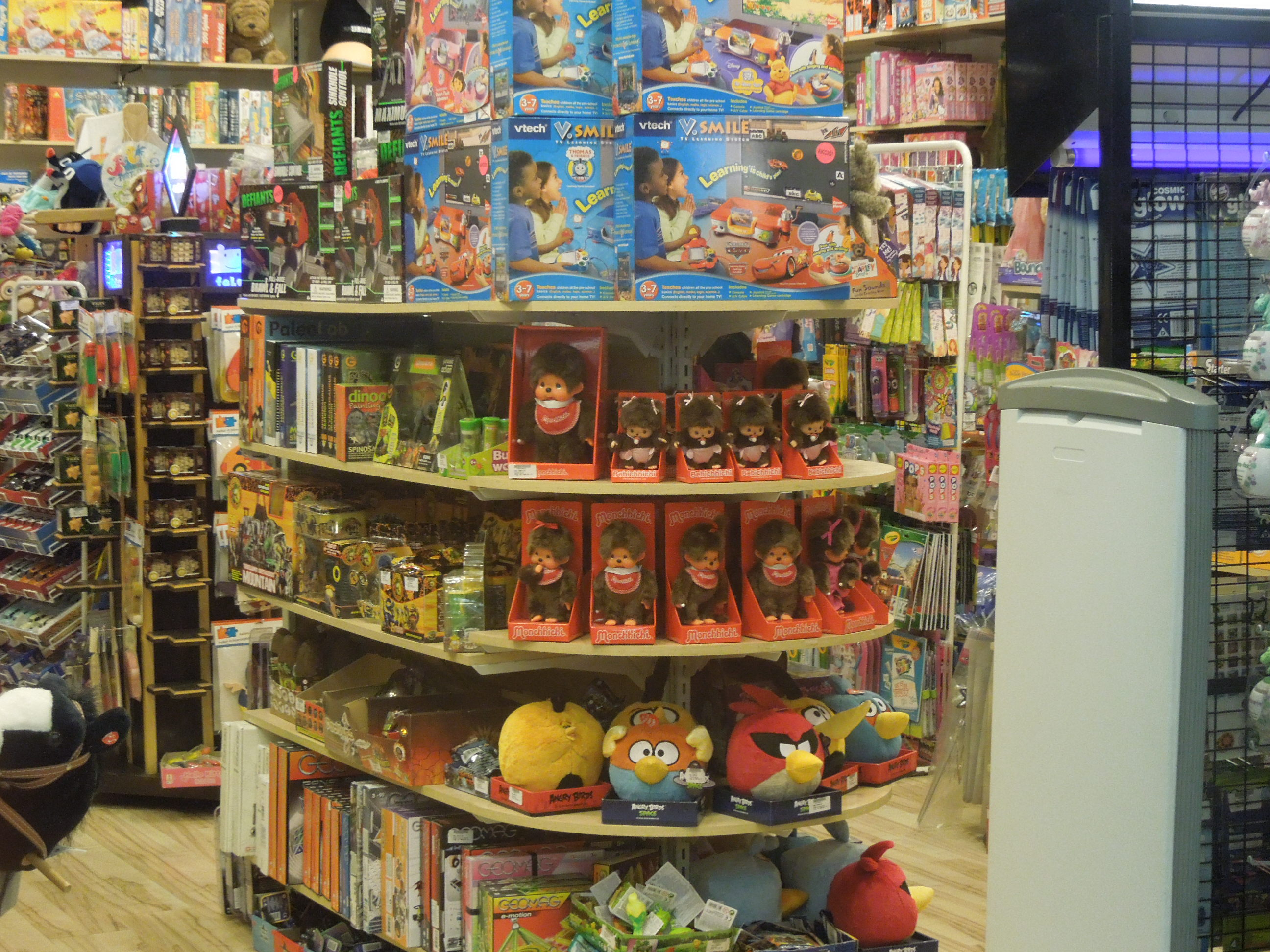
Moncsicsi babák egy játékboltban 2013-ban

Kóicsi Szekigucsi 1974. január 25-én mutatta be a majombabát. Elmondása szerint célja az volt, hogy szeretetre és tiszteletre inspirálja a fiatalokat és felnőtteket egyaránt. 1976-ban a nagy népszerűségi hullám után speciális moncsicsibolt nyílt Japánban, ahol a rajongók kiegészítőket vehettek kedvencüknek. A babát kezdetben az akkor még kisméretű Szekigucsi játékgyár forgalmazta, amely ma már az egyik legnagyobb. 1975-ben már megjelent az NSZK-ban és Ausztráliában is, majd szerte Nyugat-Európában. A játék nevét több országban megváltoztatták: Angliában Chicaboo, Olaszországban Mon Cicci, Franciaországban Kiki, Dániában Bølle Spanyolországban Virkiki lett a neve.
1979-ben az Amerikai Egyesült Államokban is megkezdték a forgalmazását, ahol a forgalmazási jogokat a Mattel cég vette meg.
A játék sikere után 1980-ban Japánban anime készült a babákról „Futago no Moncsiccsi” (ふたごのモンチッチ; Hepburn: Futago no Monchhichi, ’Moncsicsi ikrek’) címmel. Összesen 116, nagyjából ötperces epizód készült el. 1983-ban a Hanna-Barbera produkció keretében amerikai változatát is legyártották, amit az ABC televíziós társaság sugárzott szeptember 10-étől.
Szokatlan módon a termék az 1980-as évek elején – az akkor még szocialista – Magyarországra is eljutott és népszerű lett. Azt utólag már nehéz kideríteni, hogy hazánkba egyáltalán milyen forrásból jutott el az akkor már több felé (pl. Hongkongban) gyártott játék. Így azt a feltételezést is nehéz ma már igazolni, miszerint az első néhány import baba után kialakult egy helyi másolat gyártás (ami egyébként magyarázná a játék tömeges megjelenését). Habár az 1980-as évek közepén Csehszlovákiában is megjelent a moncsicsibaba Mončičák néven, de először csak dollárboltokban volt kapható. Megjelenésekor Magyarországon kevesen ismerték a moncsicsibaba pontos eredetét, de beleivódott az akkori hazai popkultúrába, és dal is készül a babáról, amit 1982-ben Ullmann Mónika énekelt, és – az akkor még gyermek énekes számára – népszerűséget szerzett.
A moncsicsi kezdetben kb. 18 cm magas volt és létezett belőle fiú- és lányváltozat is. A babák először kék szeműek voltak, de 1985-től barna szeműre változtatták őket. Idővel több változat is kialakult a babákból szín, öltözék és méret alapján. Ezen kívül bizonyos használati képességek területén is kiegészítők jelentek meg, mint az ujjszopás. A moncsicsibaba – némileg áttervezett formában – jelenleg (2012) is kapható még több országban.